# 王際華
王際華（1717年—1776年），字秋瑞，浙江杭州府錢塘縣人，清朝政治人物。

## 生平
乾隆十年（1745年）乙丑科一甲第三名進士（探花），授翰林院編修，乾隆十三年（1748年）升侍讀學士，在上書房行走。當時，廣東設置學政兩名，乾隆十五年（1750年）任廣東肇高學政，同年兩學政裁併，丁憂歸里。
服闋，乾隆十九年（1754年）任詹事府詹事，充日講起居注官，乾隆二十年（1755年）升內閣學士，同年任工部左侍郎，乾隆二十二年（1757年）改刑部左侍郎，乾隆二十五年（1760年）改兵部左侍郎，乾隆三十年（1765年）改吏部左侍郎，乾隆三十二年（1767年）改戶部左侍郎，乾隆三十四年（1769年）升禮部尚書，乾隆三十八年（1773年）調戶部尚書，加太子少傅，乾隆四十一年（1776年）卒於官，贈太子太保，諡文莊。子王朝梧。

## 外部連結
- 王際華 （页面存档备份，存于）

| 官衔        | 官衔                                                                                  | 官衔          |
| ----------- | ------------------------------------------------------------------------------------- | ------------- |
| 前任： 敏中 | 戶部漢尚書 乾隆三十八年八月己丑－乾隆四十一年三月辛卯 （1773年9月18日－1776年5月7日） | 繼任： 袁守侗 |